# Sõmeru (Kose)
Sõmeru (Duits: Sommerhof) is een plaats in de Estische gemeente Kose, gelegen in de provincie Harjumaa. De plaats heeft de status van dorp (Estisch: küla).

## Bevolking
Het dorp had 54 inwoners op 31 december 2011 en 51 inwoners op 31 december 2021.

## Ligging
De rivier Pirita en de hoofdweg Põhimaantee 2 komen door het dorp.

## Geschiedenis
Het dorp werd voor het eerst genoemd in 1241 als Semær. In 1469 werd een landgoed Sommers vermeld, dat na dat jaar verdwenen lijkt. In het begin van de 18e eeuw was er zelfs geen nederzetting meer op deze plek. Toen werd op de plaats waar nu het dorp ligt een Hoflage gesticht, een niet-zelfstandig landgoed, onder Meks (Ravila). In 1726 werd weer een dorp Sommer vermeld. In 1782 stond de Hoflage bekend onder de namen Sommerhof en Sömmero.
De Hoflage had een eigen landhuis, waarvan alleen de schoorsteen en wat resten van de muren over zijn. Enkele bijgebouwen zijn bewaard gebleven, maar niet in de originele staat.
In 1977 werd het buurdorp Maanteeääre bij Sõmeru gevoegd.